# Werner van der Zyl
Werner van der Zyl (geboren am 11. September 1902 in Schwerte; gestorben am 10. April 1984 auf Mallorca) war ein deutscher Religionslehrer, Prediger und Rabbiner.

## Leben und Werk

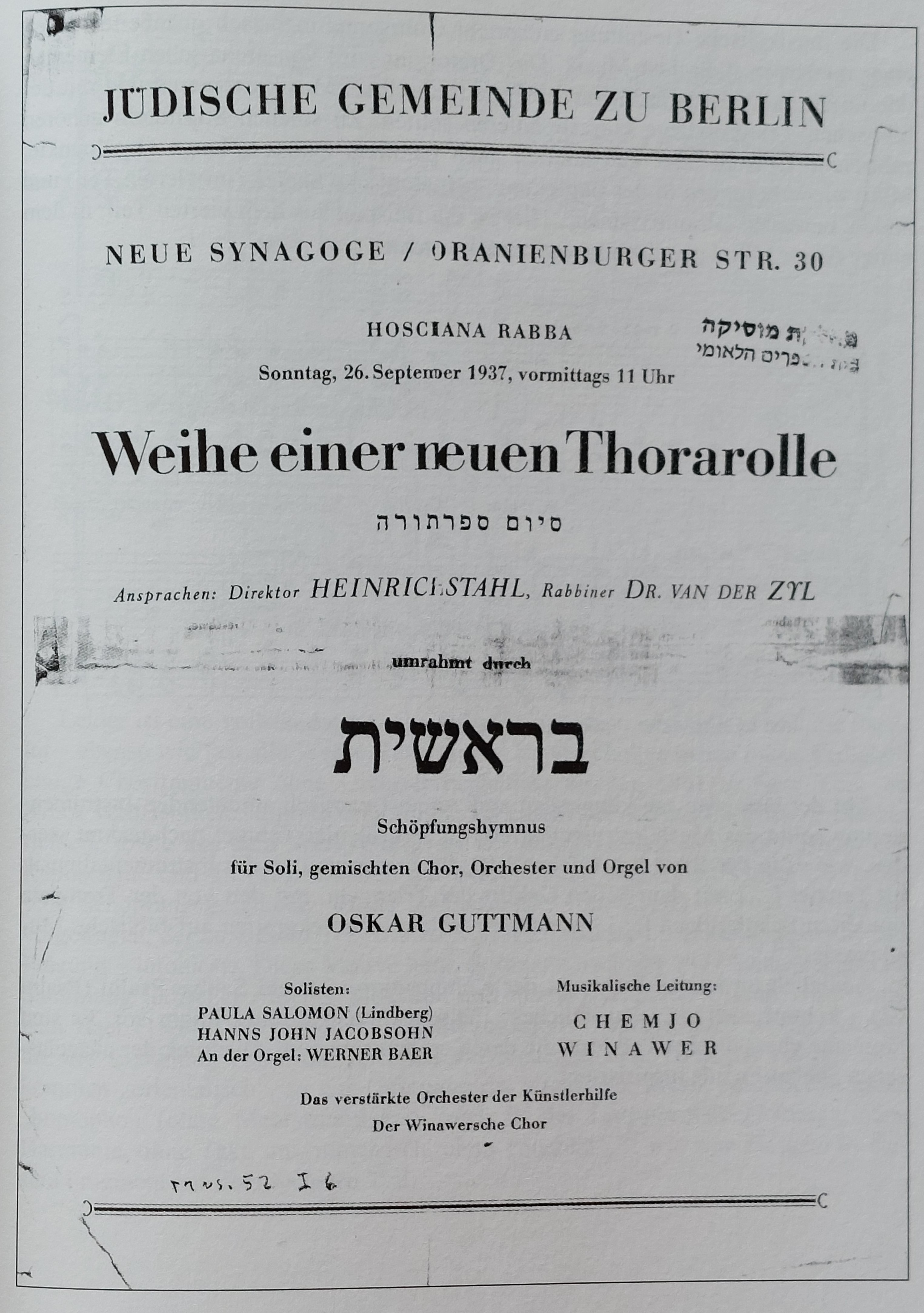
Neue Synagoge (1937)

Werner van der Zyl wurde 1902 als Sohn des Viehhändlers Magnus van der Zyl und der Lisette, geb. Scheier, im westfälischen Schwerte geboren. Er erwarb das Religionslehrerdiplom am Lehrerseminar in Münster und war Lehrer am Philanthropin in Frankfurt am Main. Nach der Ausbildung zum Rabbiner an der Hochschule für die Wissenschaft des Judentums (HWJ) in Berlin als Schüler von Leo Baeck wurde er 1931/32 an der Universität Gießen promoviert. Er war Rabbiner an der Synagoge Rykestraße (1932–1935) und an der Neuen Synagoge an der Oranienburgerstraße Berlin (1935–1938/39), Religionslehrer an der Oberschule Wilsnacker Straße 3 der Jüdischen Gemeinde zu Berlin und Prediger und Religionslehrer in Berlin-Weißensee.
Im Jahr 1939 emigrierte van der Zyl mit seiner Familie nach Großbritannien. Zu Beginn des Zweiten Weltkriegs wurde er als Enemy Alien zunächst in das Kitchener Camp in Sandwich (Kent) und dann in das Mooragh Internment Camp auf der Isle of Man interniert. Nach Aufhebung der Internierung war er von 1943 bis 1958 Rabbiner der North Western Reform Synagogue und 1956 Mitbegründer, erster Direktor und Ehrenpräsident des Jewish Theological Seminary, des späteren Leo Baeck College. Von 1958 bis 1968 bekleidete er das Amt des Senior Rabbi der West London Synagogue. Nach seiner Pensionierung zog er 1968 mit seiner Frau nach Mallorca und bekleidete dort das Amt eines Honorar-Rabbiners, bevor er 1972 Gründer und ehrenhalber Rabbiner der „Communidad Israelita de Palma de Mallorca“, der ersten jüdischen Gemeinde auf der Insel seit 500 Jahren, wurde. 1981/1982 war er erster Rabbiner der liberalen Gemeinde „Or Chadasch“ in Zürich.
Werner van der Zyl war der Vater der 1935 in Berlin geborenen britischen Schauspielerin Nikki van der Zyl.

## Publikationen
- Die Ethik des ästhetisch-ethischen Formalismus in der Darstellung J. Fr. Herbarts und H. Steinthals. Dissertation. Gießen 1932.
- Gedanken zur Schulfrage. In: CVZ, 19. Februar 1926 (Jg. 5, Nr. 8)
- Vom Ili-Berlin. In: JLZ, 16. Dezember 1927 (Jg. 7, Nr. 50), S. 10
- Wie lesen wir Hagadah? In: JLZ, 17. April 1935 (Jg. 15, Nr. 15/16), S. 3
- Wir erzählen von Pessach. Befreiung und Freiheit. In: Gemeindeblatt (Berlin), 5. April 1936
- Das Februarheft des ‚Morgen’. In: CVZ, 3. März 1938 (Jg. 17, Nr. 9), S. 11 f.
- Bibel in der Zeit. In: CVZ, 2. Juni 1938 (Jg. 17, Nr. 22), S. 8
- Rezension von Moritz Zobel, Gottes Gesalbter. Der Messias und die messianische Zeit in Talmud und Midrasch, Berlin 1938. In: CVZ, 06.10.1938 (Jg. 17, Nr. 40), S. 4
- Schrift und Bild. In: Gemeindeblatt (Berlin),  16. Oktober 1938
- The Leo Baeck College – a short history. In: European Judaism. A journal for the new Europe, 1985 (Jg. 20, Nr. 2/1), S. 10–20.